# 食品と暮らしの安全
『食品と暮らしの安全』はNPO法人食品と暮らしの安全基金発行の月刊誌。

## 概要
市民が資金を集め、食品や暮らしにひそむ化学物質の安全性について自らテスト、調査を行って調べていこうと、1984年に創刊。当初は「JOFニュース」の誌名であったが、1993年の第50号から「食品と暮らしの安全」に改めた。編集者は小若順一。広告を取らず、購読料で月刊誌を発行。
1998年1月、日本子孫基金は12品目のカップ麺容器に熱湯を入れる実験を行い、すべての容器からスチレンが溶出していることを確認した。『食品と暮らしの安全』は2月号で「カップ麺から発ガン環境ホルモンを検出」のタイトルでこの件を取り上げた。5月には日本即席食品工業協会が「カップ麺の容器は環境ホルモンなど出さない」と全面広告を出したが、国立医薬品食品衛生研究所の再実験でスチレントリマーが検出された。
2002年には創刊150号を迎え、創刊以来の雑誌の内容を合本にした『食品と暮らしの安全』を出版した。2004年、発行団体の日本子孫基金が設立20周年を迎え、団体名称が「食品と暮らしの安全基金」に変更された。

## 取り組んできたテーマ
- 食品添加物
- ポストハーベスト農薬
- 消費者を惑わす表示
- 国際食品規格
- 遺伝子操作食品
- 環境ホルモン
- ダイオキシン
- PCB
- シックハウス
- 防虫剤
- 電磁波
- 原発
- エネルギー
- 空気・水・土壌汚染
- 抗生物質耐性菌
- 掃除機の廃棄問題
- ミネラル
- 現代食